# Herrnwies (Elisabethszell)
Herrnwies ist ein Gemeindeteil der Gemeinde Haibach im niederbayerischen Landkreis Straubing-Bogen.
Die Einöde liegt auf der Gemarkung Elisabethszell etwa fünf Kilometer östlich des Ortskerns von Haibach am Westhang des Birkenbergs. Der Ort hat den Gemeindeteilschlüssel 022 und kam 1978 durch die Eingliederung der Gemeinde Elisabethszell zu Haibach.
Der Ort ist leicht zu verwechseln mit einem gleichnamigen Ortsteil, der ebenfalls in der Gemeinde Haibach, aber auf der Gemarkung Haibach, liegt.
Einwohnerentwicklung
| Jahr      | 1838 | 1861 | 1871 | 1885 | 1900 | 1925 | 1950 | 1961 | 1970 | 1987 |
| --------- | ---- | ---- | ---- | ---- | ---- | ---- | ---- | ---- | ---- | ---- |
| Einwohner | 8    | 6    | 3    | 7    | 5    | 5    | 19   | 7    | 3    | 4    |